# Публий Вациний
Публий Вациний (на латински: Publius Vatinius) e политик на Римската република през края на 1 век пр.н.е.

## Биография
Публий Вациний е квестор през 63 пр.н.е., когато Цицерон е консул. Цицерон го изпраща в Путеоли, за да спре износа на благородни метали, вика го обратно понеже населението се оплаква от неговата експлоатация. Следващата година Вациний служи като легат на проконсул Гай Косконий в провинция Близка Испания.
През 59 пр.н.е. Вациний e народен трибун и служи на консул Гай Юлий Цезар и Гней Помпей и Марк Лициний Крас. Той създава множество закони в полза на Цезар.
През 56 пр.н.е придружава Цезар като негов легат в Галия. През 55 пр.н.е. е претор. През 47 пр.н.е. побеждава въпреки болестта си Марк Октавий, привърженик на Помпей, в морска битка  и завоюва Илирия за Цезар. Затова е награден със ставането му на консул през 47 пр.н.е. заедно с Квинт Фуфий Кален.
От 45 пр.н.е. Вациний е проконсул управител на Илирия, която завоюва с три легиона обратно. За успехите си е провъзгласен за император.
След убийството на Цезар Вациний предава илирийските си легиони на Марк Юний Брут. В края на 44 или началото на 43 пр.н.е. той се връща обратно в Италия. На 31 юли 42 пр.н.е. той празнува за успехите си в Илирия триумф. След това нищо не се знае за него.
Вациний e авгур от 47 пр.н.е. (след Апий Клавдий Пулхер). 
Вациний е женен за Помпея.